# 시리아 북부 완충 지대

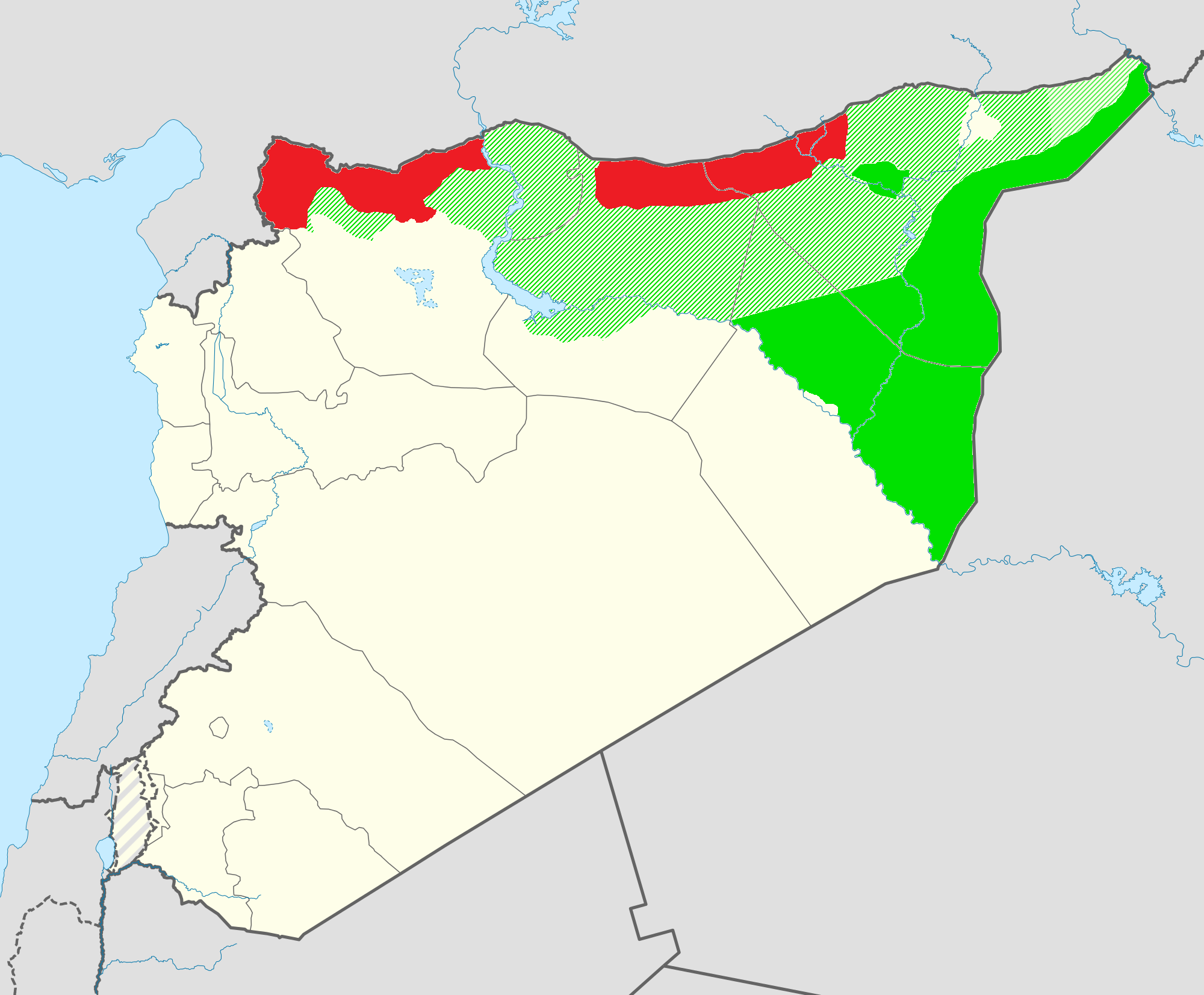

시리아 북부 완충 지대(Northern Syria Buffer Zone)는 시리아의 북부에 튀르키예가 설정한 완충 지대를 말한다. 뉴스에서는 주로 안전 지대(safe zone)라고 보도되고 있다.

## 역사
2017년 5월 5일, 카자흐스탄 아스타나에서 시리아 안전지대 창설 합의가 발효되었다. 미국 주도의 국제동맹군은 이들 지대에 대한 공습을 할 수 없게 되었다. 러시아, 이란, 튀르키예가 '시리아 안전지대' 설치에 합의했으나 반군이 반발하고 미국은 아스타나 회담에 참관만 하고 합의는 하지 않았다. 아스타나 회담은 시리아 북부의 안전지대와는 다르지만, 국제사회가 안전지대를 설정하려는 노력을 예전부터 해왔다는 관련성이 있다.
2019년 8월, 시리아 북부에 안전지대를 설치해 공동 운영하기로 미국과 튀르키예가 합의했으나 관리 주체를 놓고 이견을 좁히지 못했다.
2019년 10월 6일 도널드 트럼프 미국 대통령은 돈이 너무 많이 든다는 이유로 튀르키예의 군사작전에 개입하지 않겠다고 선언했다.
9일, 튀르키예는 시리아 북동부 지역 쿠르드족을 소탕하고 폭 30km, 길이 440km 지역에 안전지대를 설정해 시리아 난민 200여만 명을 이주시키겠다는 명분으로 군사작전을 시작했다.
17일, 튀르키예가 미국과 120시간(5일)의 휴전에 합의했다. 튀르키예군이 앙카라에서 열린 미국과 튀르키예의 고위급 회담 후 시리아 북부에서 '안전지대'를 우선적으로 시행할 것이라고 밝혔다.
22일, 레제프 타이이프 에르도안 튀르키예 대통령은 "지금까지 YPG 대원 700~800명이 (안전지대에서) 철수했고 남아있는 1200~1300명도 철수할 것"이라며 "YPG가 마지막 한 명까지 완전히 철수할 때까지 상황은 끝나지 않는다."라고 말했다.
22일, 아네그레트 크람프카렌바워 독일 국방부 장관이 시리아 북부에 안전지대를 조성하는 방안을 제안했다.
23일, 5일간의 휴전이 종료되었다. 튀르키예는 유프라테스강 동쪽 시리아 국경을 따라 길이 444km, 폭 32km의 안전지대를 설치하고 자국 내 시리아 난민 100만 명 이상을 이주시킬 계획이다. 그러나 SDF는 탈 아브야드에서 라스 알-아인에 이르는 120km 구간만 안전지대로 인정하고 있어 튀르키예와 견해차를 보인다.

## 같이 보기
- 튀르키예의 북동시리아 침공